# Thomas Raines

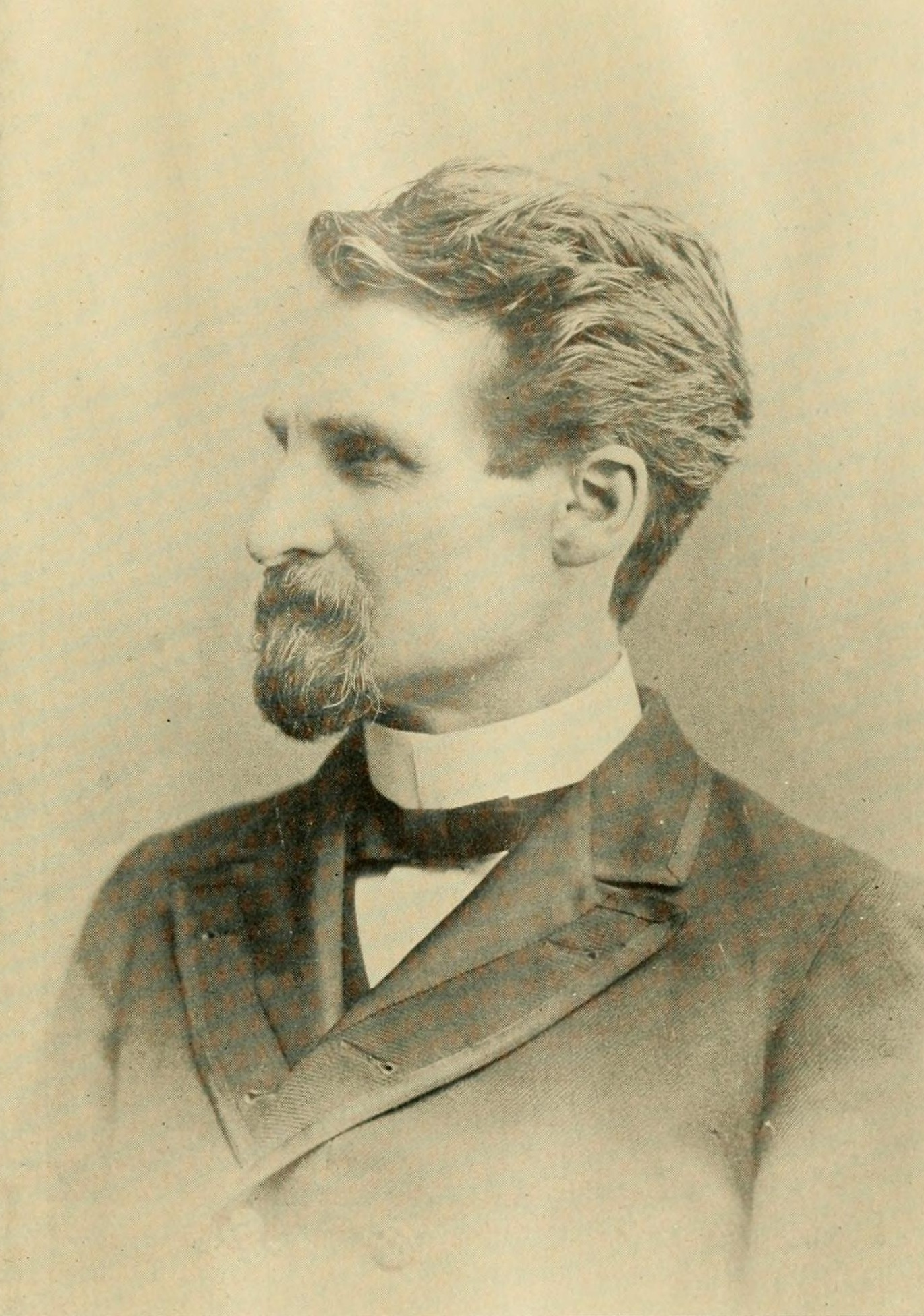
Thomas Raines

Thomas Raines (* 13. August 1842 in Canandaigua, New York; † 12. August 1924 in Rochester, New York) war ein US-amerikanischer Jurist und Politiker. Er war von 1872 bis 1875 Treasurer of State von New York. Der Kongressabgeordnete John Raines (1840–1909) und der Senator George Raines (1846–1908) waren seine Brüder.

## Werdegang
Thomas Raines, Sohn von Mary Remington (1815–1889) und Reverend John Raines (1818–1877), wurde während der Wirtschaftskrise von 1837 im Ontario County geboren. Seine Kindheit war vom Mexikanisch-Amerikanischen Krieg überschattet. Er besuchte die Schulen in Canandaigua. Danach begann er als Verkäufer in Lyons (Wayne County) zu arbeiten. Während des Bürgerkrieges gründete Raines im Alter von 21 Jahren mit anderen eine neue Bank in Geneva (Ontario County). 1867 ließ er sich in Rochester (Monroe County) nieder. Dort wurde er Kassierer bei der Farmers' and Mechanics' National Bank.
Raines war von 1872 bis 1875 Treasurer of State von New York. Er wurde 1871 von der Republikanischen Partei für den Posten nominiert. 1872 trat er zu der Liberal Republican Party über. Bei seiner Wiederwahl 1873 gehörte er der Demokratischen Partei an. Im Mai 1874 erlitt er einen Nervenzusammenbruch. In den zeitgenössischen Zeitungsberichten wurde er als raving lunatic und stark mad beschrieben. Außerdem soll er an religious frenzy befallen gewesen sein. Er wurde für arbeitsunfähig erklärt und zur Behandlung in das Utica State Asylum gesandt. Der Gouverneur von New York John Adams Dix ernannte daraufhin am 1. Juni 1874 Abraham Lansing zum kommissarischen Treasurer bis zu Raines’ Genesung oder einer Entscheidung durch die New York State Legislature, die sich im nächsten Januar einfinden würde, gefallen sei. Nach der Wiederherstellung seiner geistigen Verfassung wurde Raines durch Gouverneur Dix am 19. August 1874 wieder eingesetzt.
Nach seiner Zeit als Treasurer of State studierte Raines Jura. Seine Zulassung als Anwalt erfolgte 1879. Danach begann er in Rochester zu praktizieren und zwar als Partner in der Kanzlei Raines & Raines. 1883 wurde er zum Special County Judge im Monroe County ernannt. Raines war 1911 Präsident der Monroe County Bar Association. Er verstarb 1924 in Rochester und wurde dann dort auf dem Mount Hope Cemetery beigesetzt.

## Werke (Mitverfasser)
- 1895: Landmarks of Monroe County, New York, (The Boston History Company)